# CCTV-5
CCTV-5(CCTV-5 体育, 중국어: 中国中央电视台体育频道)은 중국중앙텔레비전의 텔레비전 채널 중 하나이다. 스포츠 위주로 중계한다